# Alessandra Mele
Alessandra Watle Mele, znana kot Alessandra, italijansko-norveška pevka * 5. september 2002.

## Zgodnje življenje
Alessandra se je rodila 5. septembra 2002 v Pietra Ligure v Savoni očetu Italijanu iz Albenge in mami Norvežanki iz Stathelle.  Odraščala je v Cisano sul Neva.  Pri dvanajstih letih je zmagala na peti izdaji VB Factorja, lokalnega šova talentov v regiji Val Bormida.  Po končani srednji šoli leta 2019 se je preselila na Norveško in se preselila k svojim starim staršem v Porsgrunn. 

## Kariera
Leta 2022 je bila Mele udeleženka sedme sezone norveške različice The Voice.  Na avdiciji si je za mentorja izbrala Espena Linda.  Uvrstila se je med najboljših 16.
Dne 4. januarja 2023 je bilo objavljeno, da bo Alessandra tekmovala na Melodi Grand Prix 2023, norveškem nacionalni izbor za Pesem Evrovizije 2023.  S svojo pesmijo »Queen of Kings« je zmagala in si je priborila pravico zastopati Norveško na Pesmi Evrovizije 2023 v Liverpoolu v Združenem kraljestvu.  Nastopila je v prvem polfinalu 9. maja 2023 in se uvrstila v finale.  V finalu je zasedla peto mesto s 268 točkami. 
10. maja 2024 je bila razglašena za tiskovno predstavnico Norveške za finale Pesmi Evrovizije 2024.  Vendar pa je dan zatem, v urah pred finalom, sporočila, da se bo umaknila s te vloge. Zamenjala jo je voditeljica Ingvild Helljesen. 

## Zasebno življenje
V intervjuju za Eurovision Fun je Mele povedala, da je biseksualka, njena pesem »Queen of Kings« pa predstavlja njene izkušnje kot biseksualka. 

## Diskografija

### EP
| Naslov                 | Podrobnosti                                                                                            |
| ---------------------- | --- |
| »Best Year of My Life« | - Objavljeno: 16. februarja 2024 - Založba: Island Records - Formati: digitalni prenos, pretakanje, CD |

### Pesmi
| Naslov                                                                             | Leto | Najvišja uvrstitev na lestvici | Najvišja uvrstitev na lestvici | Najvišja uvrstitev na lestvici | Najvišja uvrstitev na lestvici | Najvišja uvrstitev na lestvici | Najvišja uvrstitev na lestvici | Najvišja uvrstitev na lestvici | Najvišja uvrstitev na lestvici | Najvišja uvrstitev na lestvici | Najvišja uvrstitev na lestvici | Album / EP           |
| Naslov                                                                             | Leto | NOR                            | FIN                            | HUN                            | IRE                            | LTU                            | NLD                            | POL                            | SWE                            | UK                             | WW                             | Album / EP           |
| ---------------------------------------------------------------------------------- | ---- | ------------------------------ | ------------------------------ | ------------------------------ | ------------------------------ | ------------------------------ | ------------------------------ | ------------------------------ | ------------------------------ | ------------------------------ | ------------------------------ | -------------------- |
| »Queen of Kings«                                                                   | 2023 | 1                              | 3                              | 6                              | 18                             | 7                              | 12                             | 20                             | 7                              | 10                             | 69                             | Best Year of My Life |
| »Pretty Devil«                                                                     | 2023 | 40                             | —                              | —                              | —                              | —                              | —                              | 126                            | —                              | —                              | —                              | Best Year of My Life |
| »Bad Bitch«                                                                        | 2023 | 176                            | —                              | —                              | —                              | —                              | —                              | —                              | —                              | —                              | —                              | Best Year of My Life |
| »Heavy«                                                                            | 2023 | —                              | —                              | —                              | —                              | —                              | —                              | —                              | —                              | —                              | —                              | Best Year of My Life |
| »Narcissist«                                                                       | 2024 | 69                             | 168                            | —                              | —                              | —                              | —                              | —                              | —                              | —                              | —                              | Best Year of My Life |
| »Supposed to Be«                                                                   | 2024 | —                              | —                              | —                              | —                              | —                              | —                              | —                              | —                              | —                              | —                              |                      |
| »—« označuje singel, ki se ni uvrstil na lestvico ali ni bil izdan na tem ozemlju. |      |                                |                                |                                |                                |                                |                                |                                |                                |                                |                                |                      |